# Листовничий Василь Павлович
Листовни́чий Васи́ль Па́влович (28 лютого 1876 — 1919) — український цивільний інженер, архітектор. Спроєктував десятки будівель, серед яких Острозька жіноча гімназія, Вінницький будинок капітана Четкова. Автор підручників з будівельної механіки. Один з власників будинку на Андріївському узвозі, 13, описаного Михайлом Булгаковим в романі «Біла гвардія».

## Біографія
Походив з козацького роду з Чернігівській губернії, Російська імперія. Син Павла Листовничого, збіднілого купця. Народився у Києві. 1896 року закінчив Київське реальне училище. У 1901 році закінчив Інститут цивільних інженерів Імператора Миколи І у Санкт-Петербурзі, наступного року одружився з піаністкою Ядвігою Вікторівною Кринською, онукою генерала Юзефа Хлопіцького
У 1905 році обійняв посаду архітектора Волинської єпархії. Технік будівельного відділу Київського губернського правління (1906), цивільний інженер Київського округу шляхів сполучення (1907), архітектор Київського навчального округу (1909). Керував будівництвом за власними проєктами гімназій в Конотопі, Кременчуці, Брацлаві, жіночого училища в Острозі, також за його проєктом побудований у стилі «модерн» приватний особняк капітана Четкова у Вінниці. Мав орден Св. Станіслава II ст.
Викладав у Київській школі десятників з дорожньої та будівельної справи, у художньому училищі, на Вищих жіночих курсах. Склав проєкти будівель у багатьох містах України. Написав кілька спеціальних праць і статей, у тому числі в 1907 р. – «Курс строительной механики в геометрическом изложении без знания высшего анализа» з додатком 86 практичних завдань і атласом у 419 креслень (в журналі «Зодчий»,  № 11 за 1908 р. надається позитивна оцінка технічної сторони книги) та «Формула Эйлера за пределами упругости».
Брав участь у будівництві павільйонів Всеросійської виставки 1913 року в Києві. Під час Першої світової війни — начальник 2-го укріпрайону оборонних робіт Південно-Західного фронту, проводив гідротехнічне будівництво на Дніпрі й Прип'яті.
Під час Першої світової війни 1914—1918 року був полковником, викладав у школі кадетів. 1915 року стає почесним громадянином Києва, а також був підвищений у чині до титулярного радника (чин ІХ класу) з правом на особисте дворянство.
В УНР — будівничий Комісаріату в справах Київської шкільної округи, керував ремонтом Педагогічного музею, театру «Соловцов». У першій половині 1919 року, за радянської влади — завідувач будівельно-ремонтної секції господарського відділу губвиконкому.
Господар київської садиби на Андріївському узвозі, 13. Квартири в цьому домі арендувала родина Михайла Булгакова (через що в пізніше дім отримав назву «дім Булгакових»). За версією Оксани Забужко, Василь Листовничий вкрай негативно описаний Булгаковим як домогосподар «Василіса» в романі «Біла гвардія».

У червні 1919 року заарештований більшовицькою Надзвичайною комісією. Поміщений у Лук'янівську тюрму, піддавався тортурам, тричі виводився на імітацію розстрілу. Під час відправлення до табору за межами Києва намагався втекти, але був застрелений.

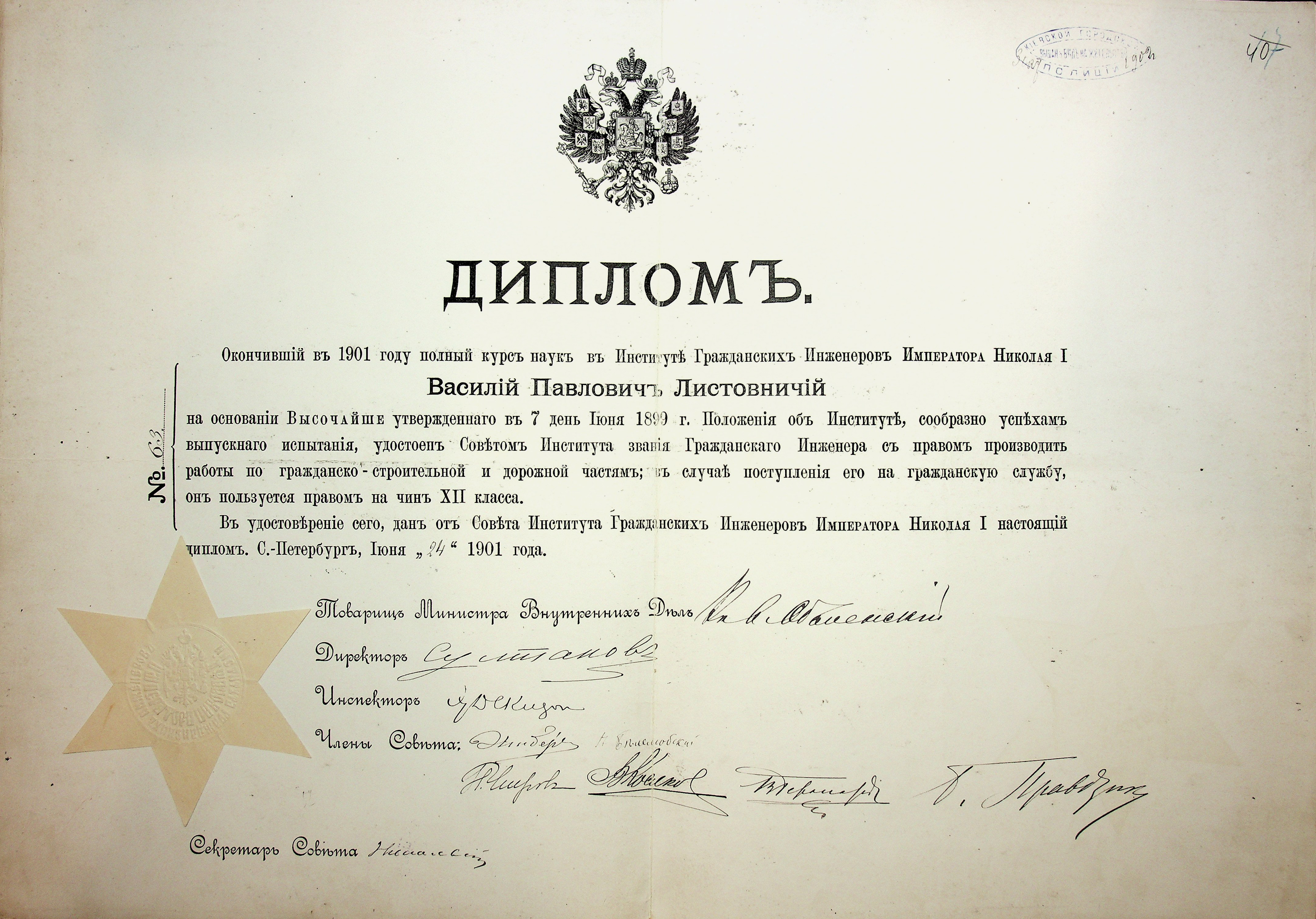
Диплом, якій міститься у справі про призначення В. Листовничого на посаду окружного архітектора Київської учбової округи.
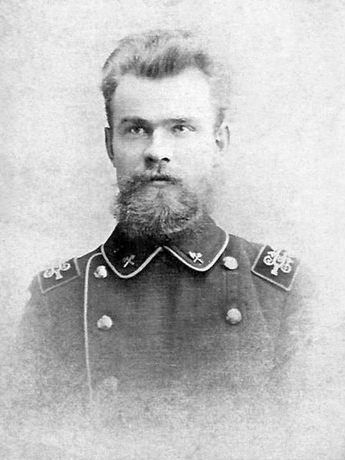
Фото В. Листовничого на поч. ХХ ст. Київ.

## Родина
- Батько, Листовничий Павло.
- Дружина — піаністка Ядвіга Вікторівна Кринська, онука генерала Юзефа Хлопіцького, двоюрідна сестра композитора Вітольда Малішевського.
  - Донька, Кончаковська-Листовнича Інна Василівна[1] (1902—1985)[4], праведник Бабиного Яру[5].
    - Онук — лікар Кончаковський-Листовничий Валерій Миколайович (1926—2016), праведник Бабиного Яру[5].
    - Онука - Кончаковська-Листовнича Ірина Миколаївна